# حديقة الديناصورات في طهران
حديقة الديناصورات في طهران أو حديقة جوراسيك بارك هي من أهم معالم مدينة طهران والتي تصَّنف بالمرتبة الرابعة بين ثماني حدائق على مستوى العالم فهي أول حديقة في الشرق الأوسط للديناصورات المتحركة يتم إنشائها في إيران. حيث تحتوي على مجسمات متحركة لكائنات إنقرضت وأخرى مهددة  بالانقراض فقد تم إنشاء هذه الحديقة الفريدة لأهداف تعليمية وترفيهية وبذلك تُعَد محطة تعليمية للتلاميذ في جمهورية إيران. وتستقبل الحديقة  زواراً محليين وآخرين أجانب من عدة دول مختلفة وذلك ضمن برامج سياحية وترفيهية في الجمهورية الإسلامية. وان مجسمات الديناصورات المنتشرة في أرجاء الحديقة تتحرك وتصدر اصواتاً في آنٍ واحد، وهي مصممة بواسطة اجهزة استشعار حسية، تتفاعل مع الزائرين عند اقترابهم منها.

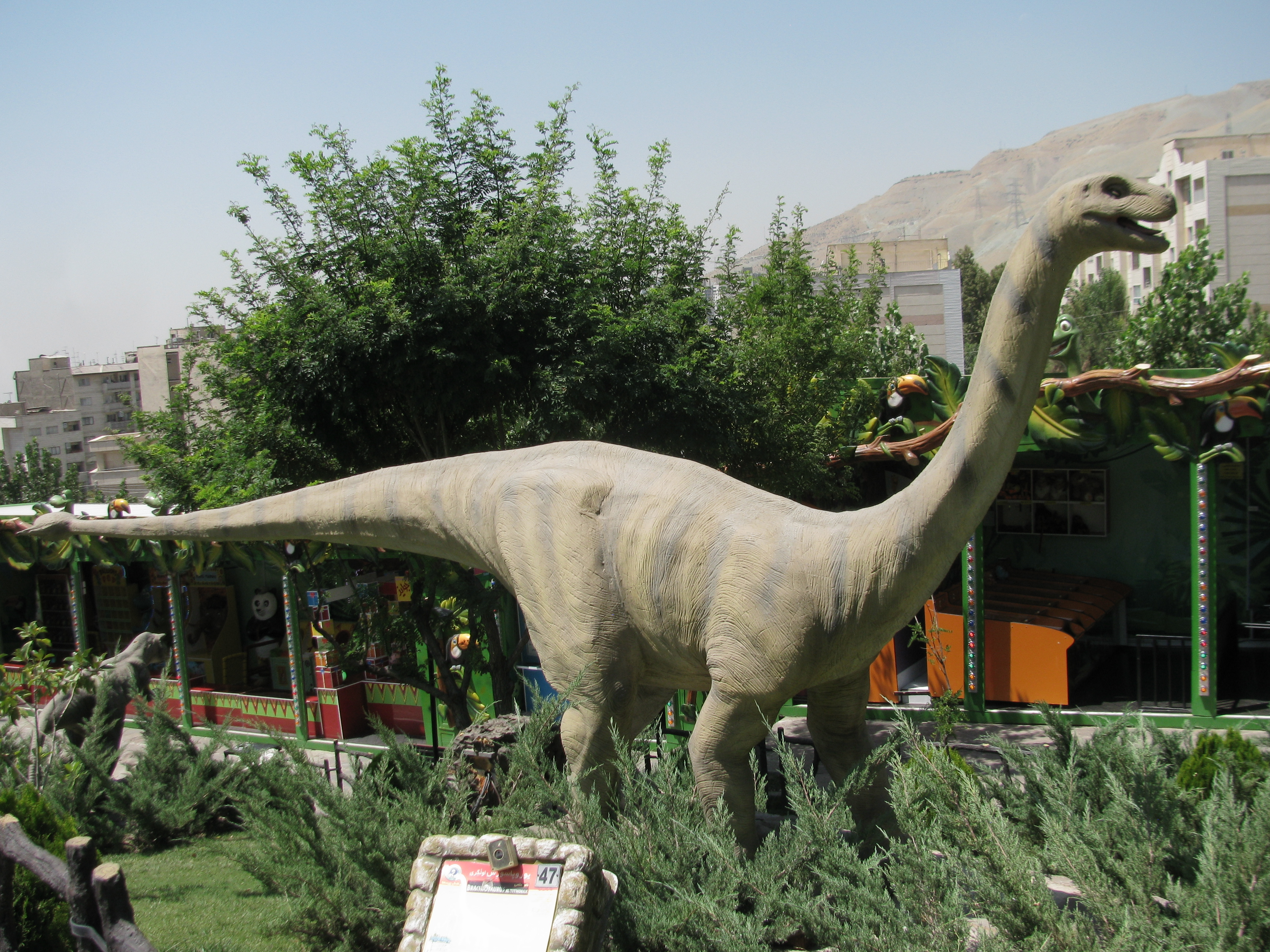
حديقة الديناصورات والتي تُعد الرابعة بين ثمان حدائق في العالم

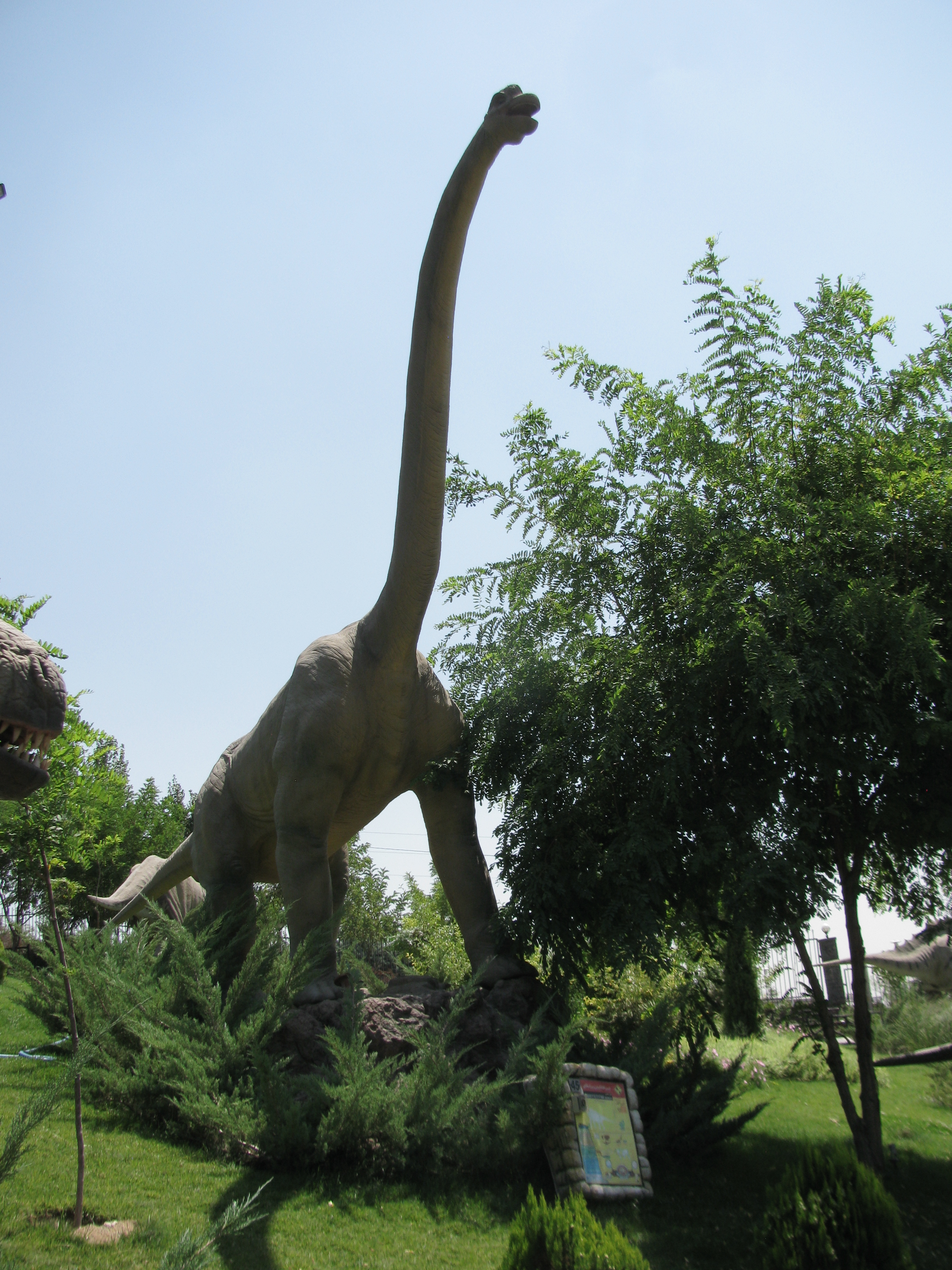
حديقة جوراسيك بارك

## موقعها الجغرافي
تقع حديقة جوراسيك أو جوراسيك بارك أو حديقة الديناصورات بعد متنزة برواز في بولفار شقائق بساحة بهرود في منطقة سعادت آباد شمال غرب العاصمة الإيرانية وذو، رد علىطهران. حيث تقع الحديقة في سفح الجبل الشمال الغربي للعاصمة طهران وتطل على الجانب الأكبر من المدينة.

## وصف الحديقة بشكل عام
في إطار الترفيه والتثقيف والتعريف على هذا العالم الواسع، انشأت إيران أول حديقة في الشرق الأوسط للديناصورات المتحركة في العاصمة طهران، وأسمتها «جوراسيك بارك»، وتضم مجسمات متحركة لـ28 نوعاً من الديناصورات التي عاشت في العصور الجليدية، وانه تم تصميمها بشكل طبيعي، حيث تظهر وكأنها حقيقية، كذلك تضم الحديقة مجسمات لحيوانات أخرى لا تزال حية حتى اليوم، كالدببة والغوريلات والثعابين الضخمة والحمار الوحشي والاسود والنمور والطيور. اما كلفة الدخول إلى الحديقة فهي رمزية وتقدر بنحو دولار واحد ونصف لكل زائر، اما الأطفال ما دون الثالثة فدخولهم يكون مجاني.

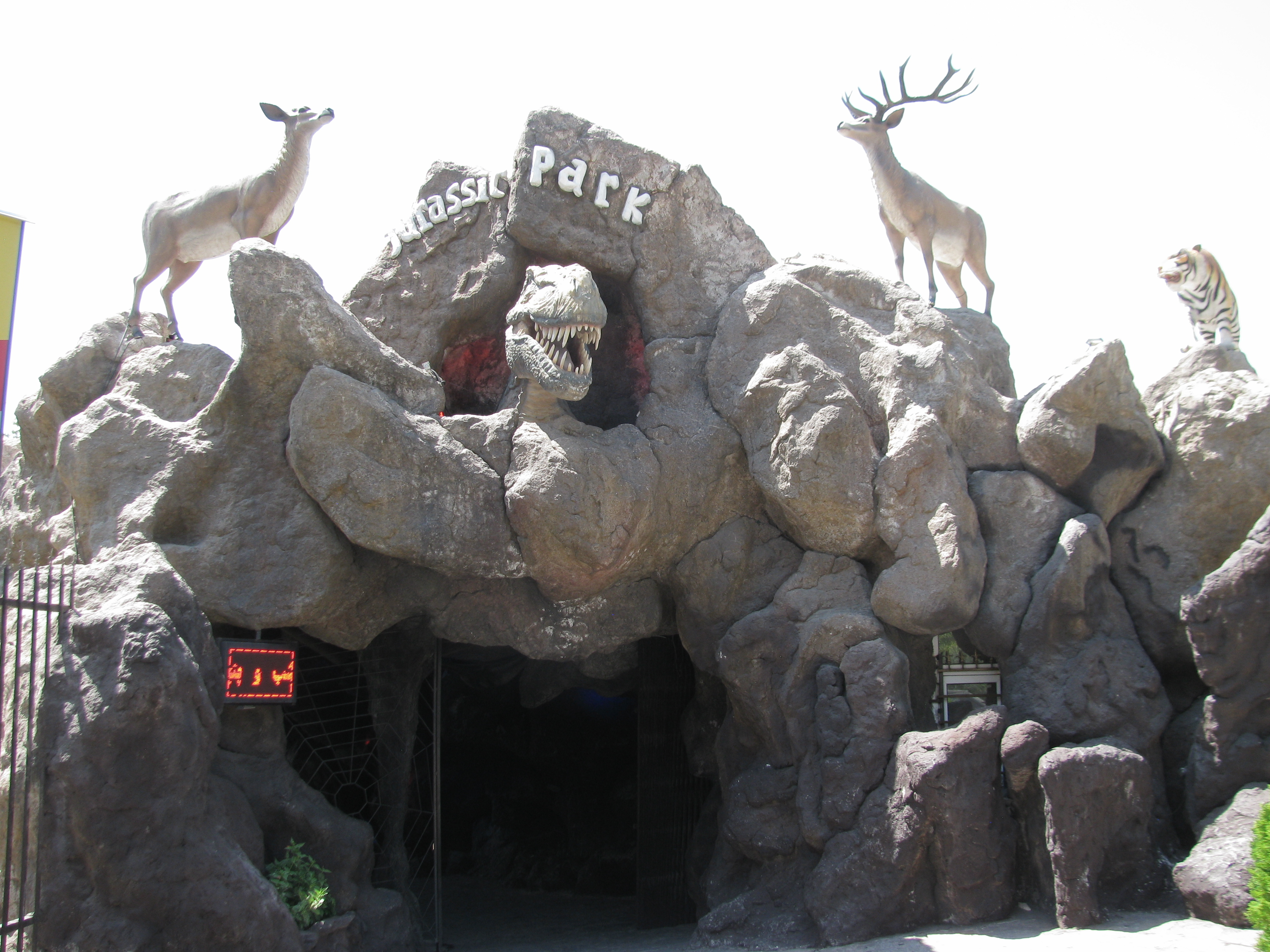
إحدى بوابات الحديقة

## مميزات الحديقة
من مميزات مجسمات الديناصورات في هذه الحديقة التي تُعَد الأولى من نوعها في الشرق الأوسط انها تتحرك وتصدر اصواتاً في آنٍ واحد، وهي مصممة بواسطة أجهزة إستشعار حسية، تتفاعل مع الزائرين عند اقترابهم منها، وكذلك وضِعَت لائحة تُلّخِص سيرة حياة كل ديناصور باللغتين الإنكليزية والفارسية.

## محتويات الحديقة
بالإضافة إلى المجسمات العملاقة للديناصورات التي تنتشر في أرجاء الحديقة ومجسمات لحيوانات برية أخرى، تحتوي الحديقة أيضًَا على متنزهات ضخمة قيد الإنشاء كما ويحاذيها نهر اصطناعي إضافةً إلى أن الحديقة تم تجهيزها بموقف كبير للسيارات.

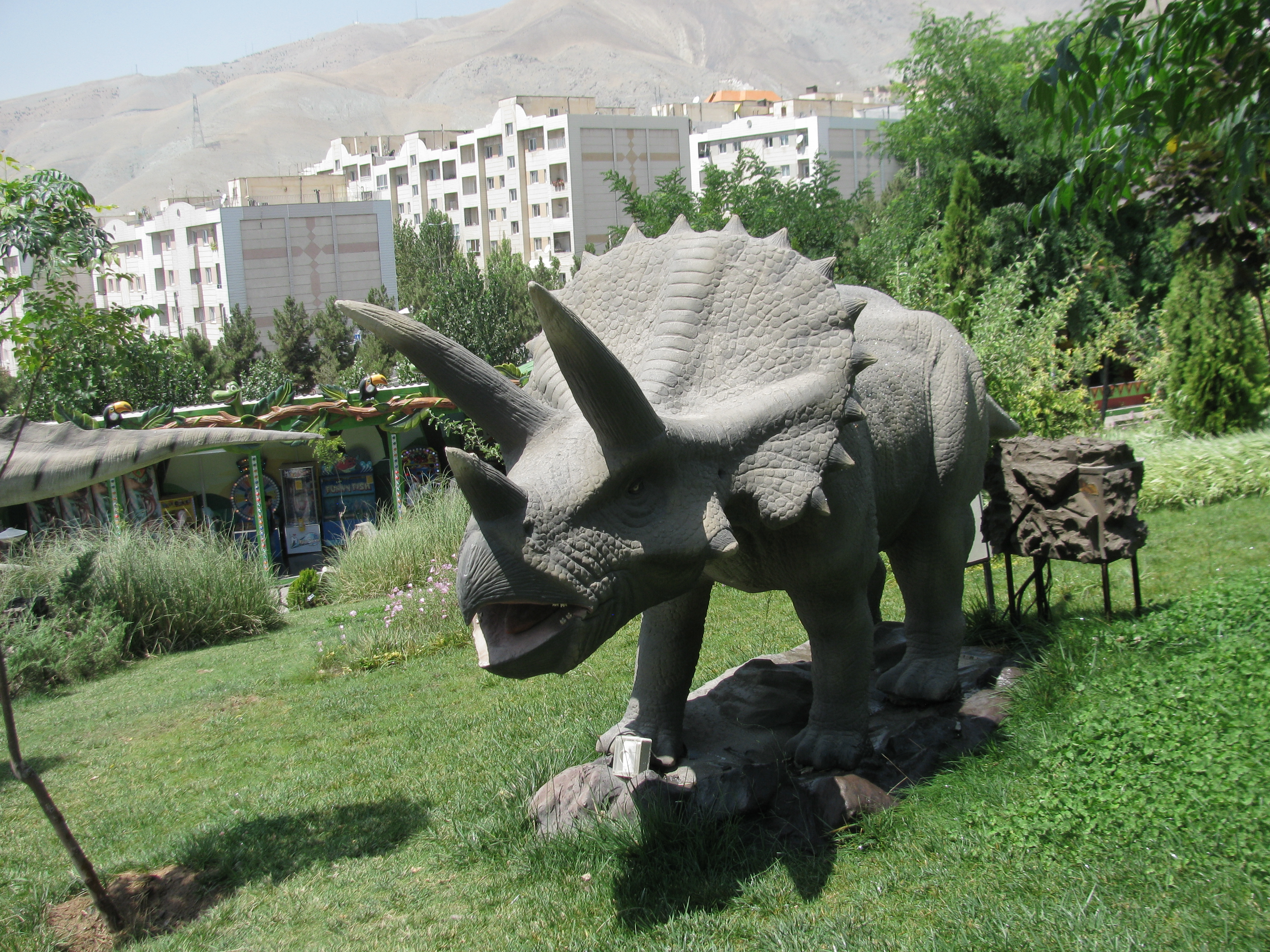
حديقة طهران للديناصورات هي الأولى في الشرق الأوسط

## بقايا الديناصورات الحقيقية داخل الحديقة
قبل نحو 40 عاماً، اكتشف باحثون فرنسيون بعض بقايا ديناصور في ضواحي محافظة كرمان جنوب شرق إیران وقاموا بنقلها بسرعة إلى بلدهم فرنسا لیعرضوها فی متحف التأريخ الطبيعي في باريس وبعد افتتاح الحديقة الجوراسية في طهران، تم انتقال هذا المخلوق المنقرض الذي كان يوجد فقط فی الكتب والأفلام من فرنسا إلى إيران وخصوصاً في حديقة الديناصورات في طهران حيث تم حفظها هناك.

## مكانة الحديقة السياحية
تُعَد حديقة الديناصورات أو جوراسيك بارك من أبرز المتنزِّهات والمعالم في طهران، حيث تجذب هذه الحديقة عدداً كبيراً من محبِّي هذه الكائنات المنقرضة، وتُعَدّ محطة تعليمية للتلاميذ في إيران وتضم الحديقة مجسَّمات ضخمة لأنواع مختلفة من الديناصورات، بالإضافة إلى تقديم معلومات عنها وعلى أساس ذلك يقصد هذه الحديقةَ الكثير من العوائل برفقة أولادهم من الأطفال واليافعين إضافةً إلى السياح الأجانب الذين يقصدونها لغرابتها ووقوعها في العاصمة طهران لمعرفة تفاصيل أكثر عن هذه الكائنات والحياة التي عاشتها في العصور الماضية.

## معرض الصور

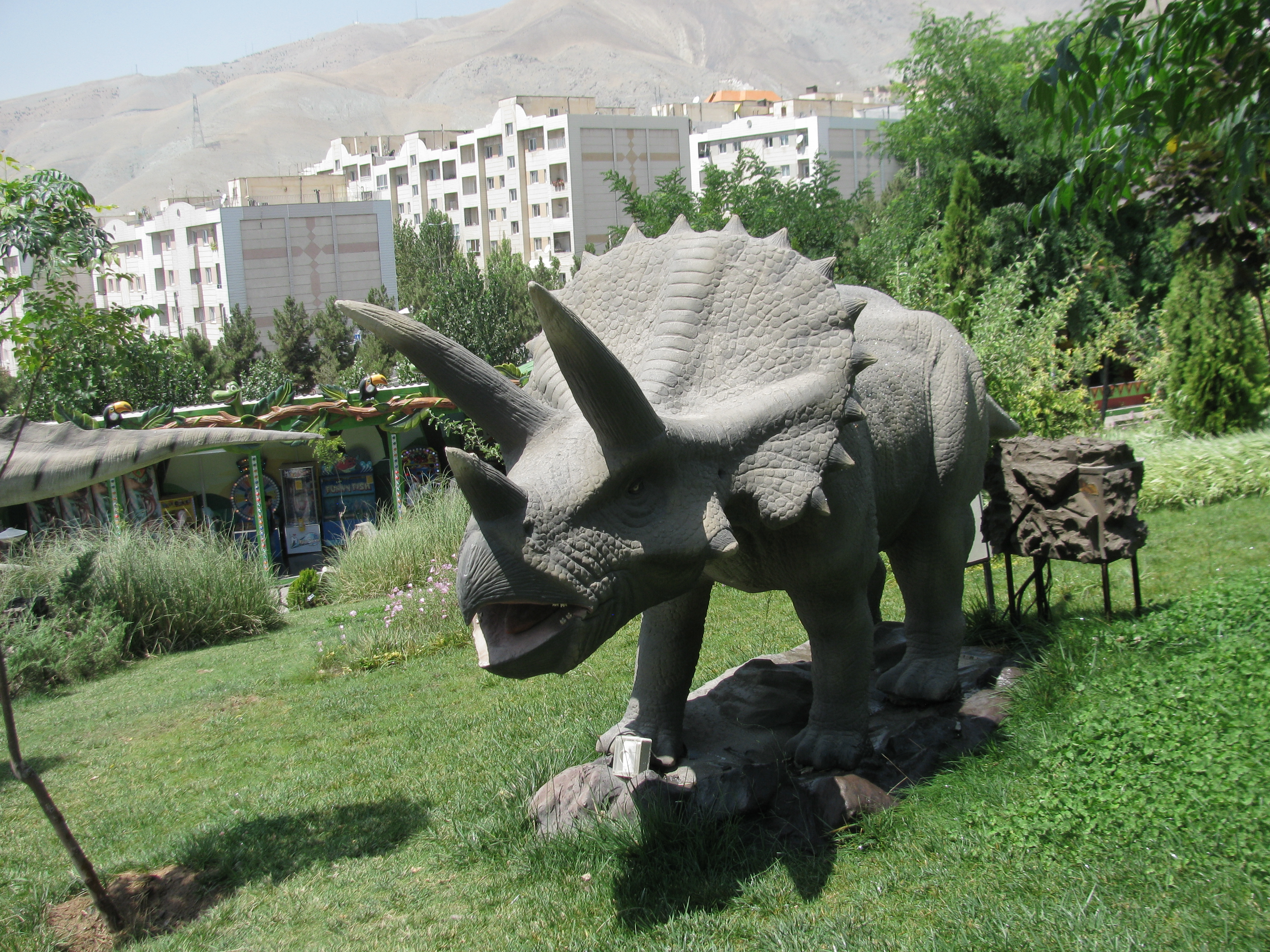
حديقة طهران للديناصورات هي الأولى في الشرق الأوسط

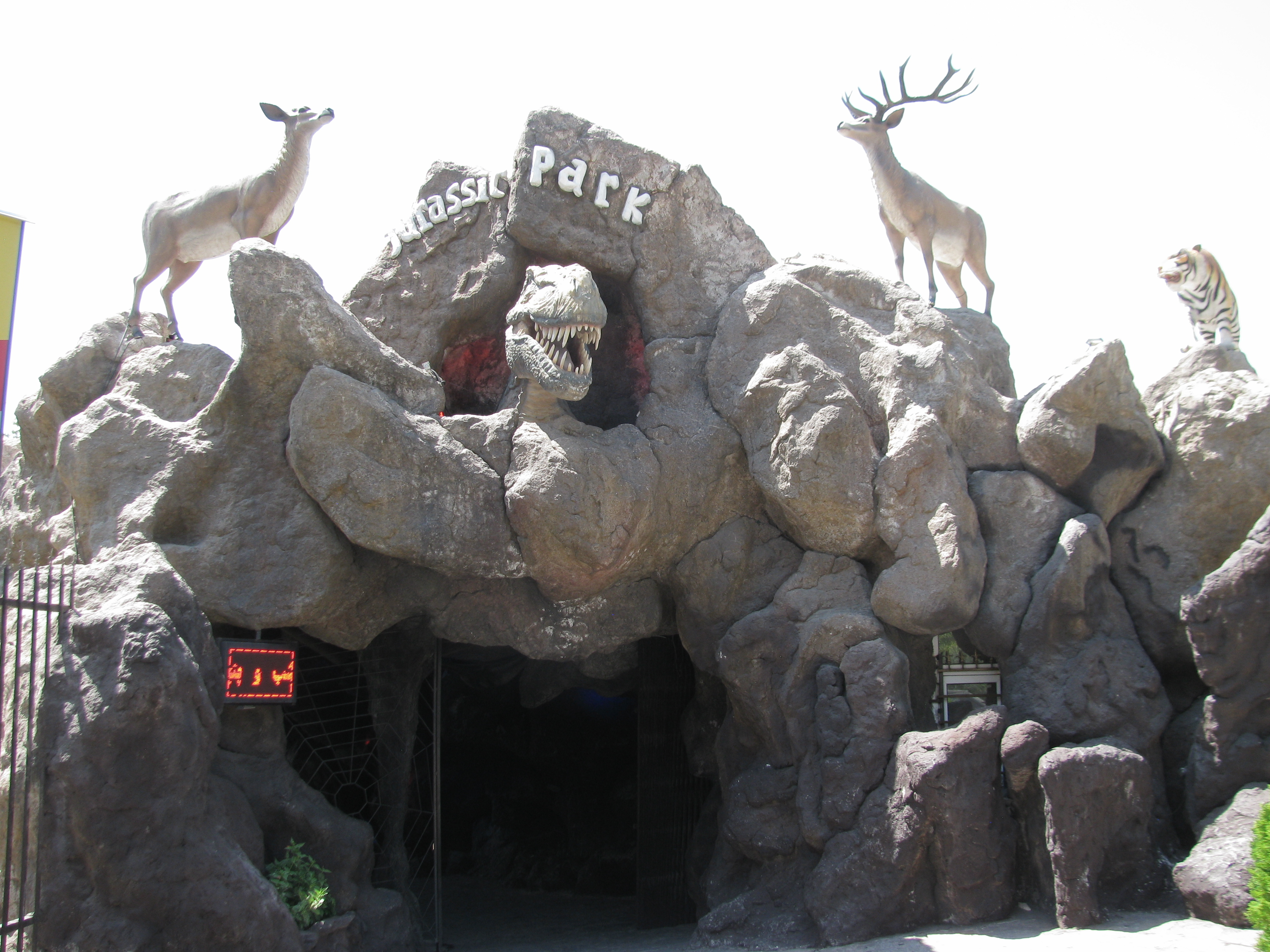
إحدى بوابات الحديقة

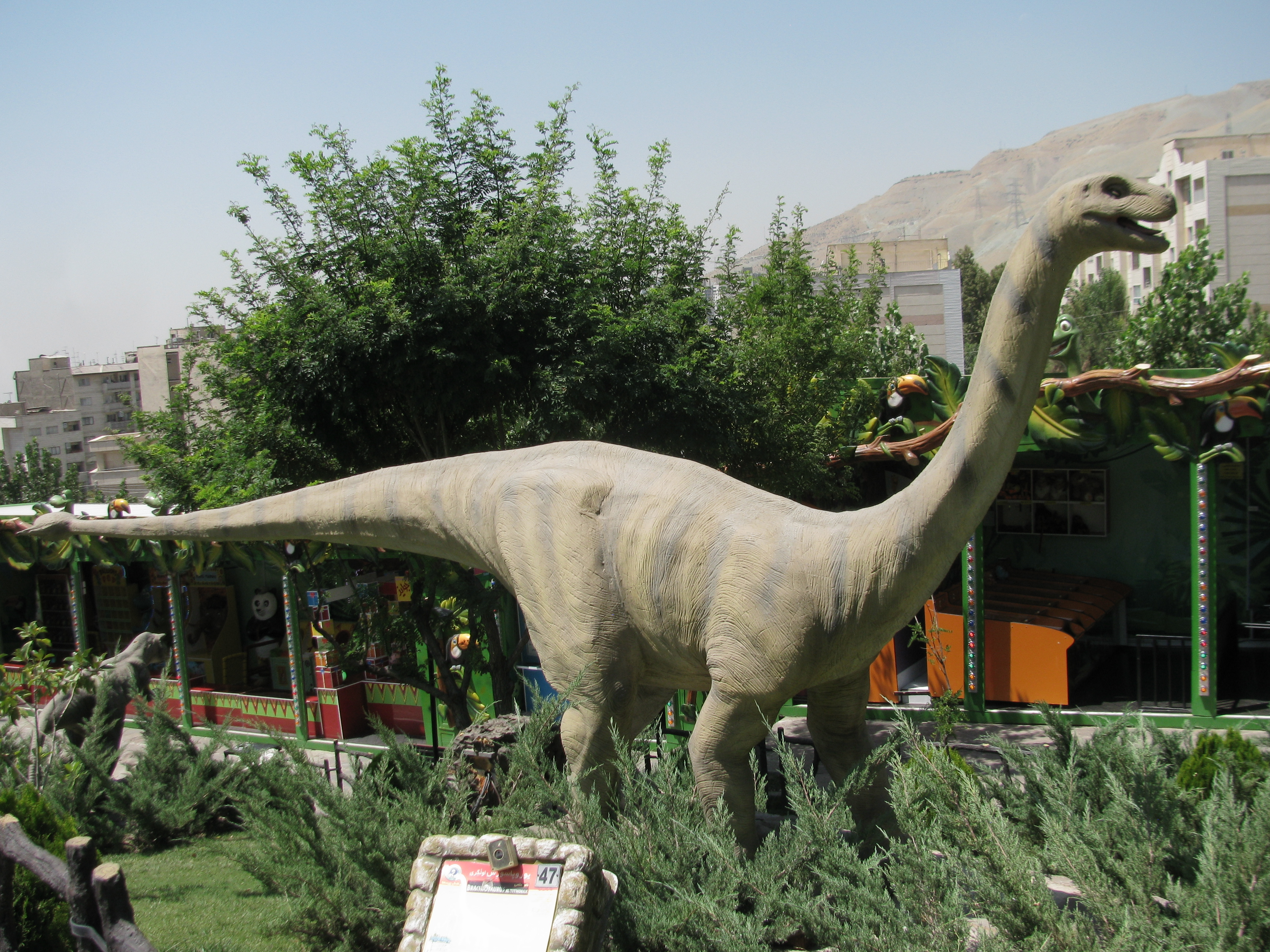
حديقة الديناصورات والتي تُعد الرابعة بين ثمان حدائق في العالم

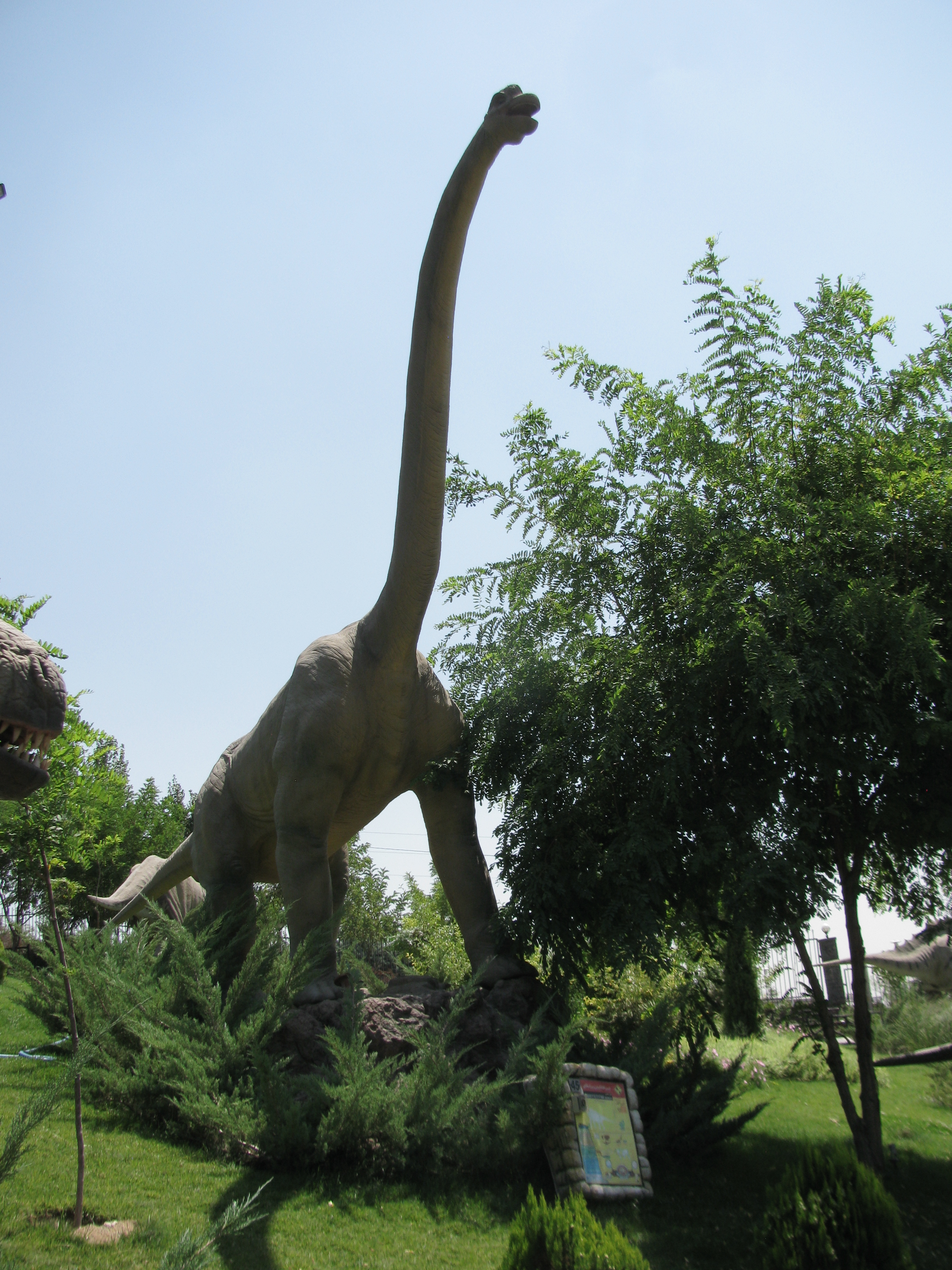
حديقة جوراسيك بارك